# Bohumil Kubišta
Pour les articles homonymes, voir Kubista.
Bohumil Kubišta, né le 21 août 1884 à Vlčkovice en Autriche-Hongrie et mort le 27 novembre 1918  à Prague, est un peintre tchèque.

## Biographie
Kubišta rejoint l’armée austro-hongroise en 1913. Il meurt de la grippe espagnole en 1918.

## Œuvre
Kubišta étudie à l’École des arts appliqués de Prague, mais la quitte en 1906 pour étudier au Reale Istituto di Belle Arti de Florence.
Comme plusieurs autres artistes tchèques de sa génération, il est fortement influencé par l’exposition d’Edvard Munch de 1905 à Prague. Emil Filla, Antonín Procházka et lui s'unissent à cinq autres artistes pour fonder Osma (Les Huit), groupe de veine expressionniste, en 1906 ou en 1907. Il peint dans le style expressionniste jusqu’en 1910 et échange des idées avec les peintres allemands de Die Brücke.
Il a étudié la théorie des couleurs, analysant les principes harmoniques et de composition de peintres tels qu'El Greco, Eugène Delacroix, Vincent van Gogh, et Edvard Munch. Il a également porté une attention particulière aux principes mathématiques et géométriques. Il développe également des idées visuelles tirées de l’œuvre de Cézanne.
Son style tardif (à partir de 1911 environ) est fortement influencé par le cubisme et l’expressionnisme. Les éléments expressionnistes, en particulier son utilisation de la couleur, mais aussi ses sujets, permettent de distinguer immédiatement son œuvre cubiste de celles des parisiens Picasso et Braque.
Vers 1911, il fait la connaissance de Jan Zrzavý et du groupe artistique Sursum, fondé par celui-ci.
En 1912, il participe à l’exposition internationale de la Sonderbund à Cologne et à la Neue Secession (de) de Berlin.

## Galerie

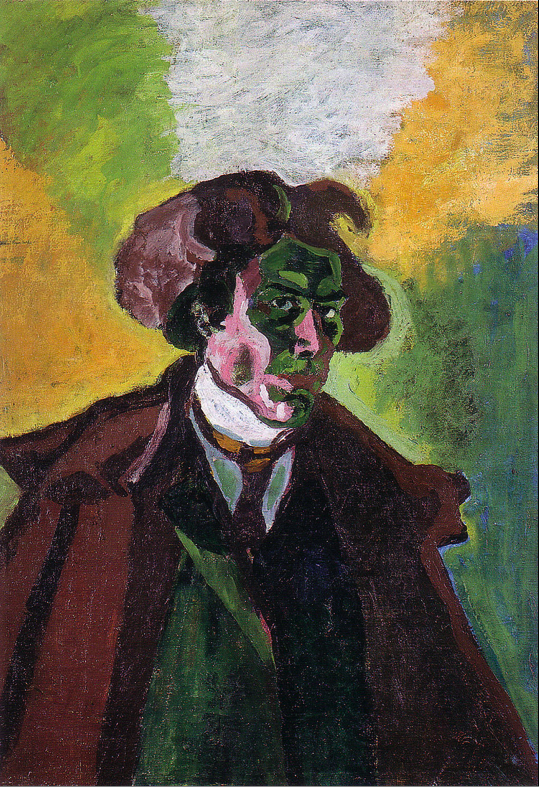
Autoportrait, 1908
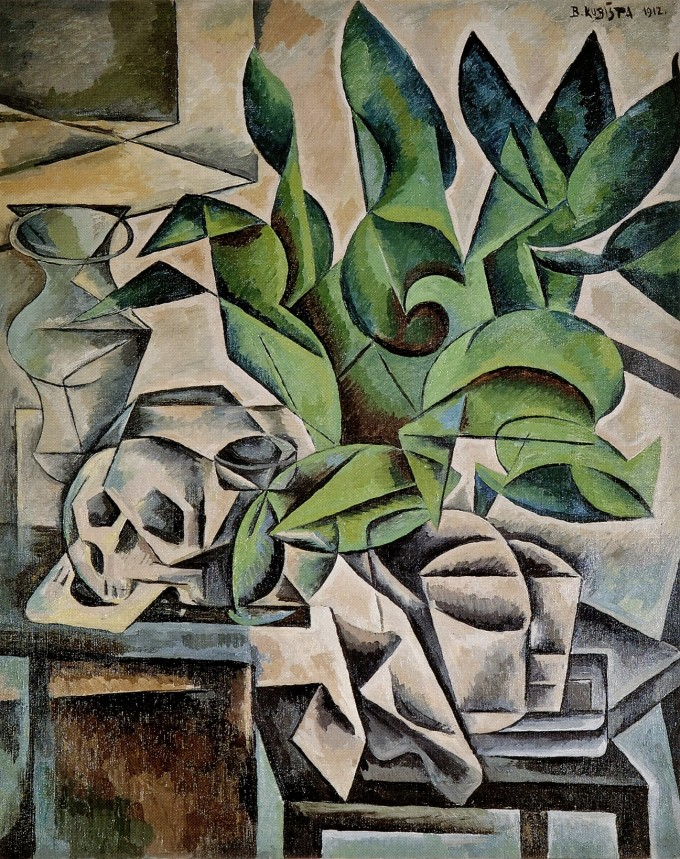
Nature morte au crâne, 1912
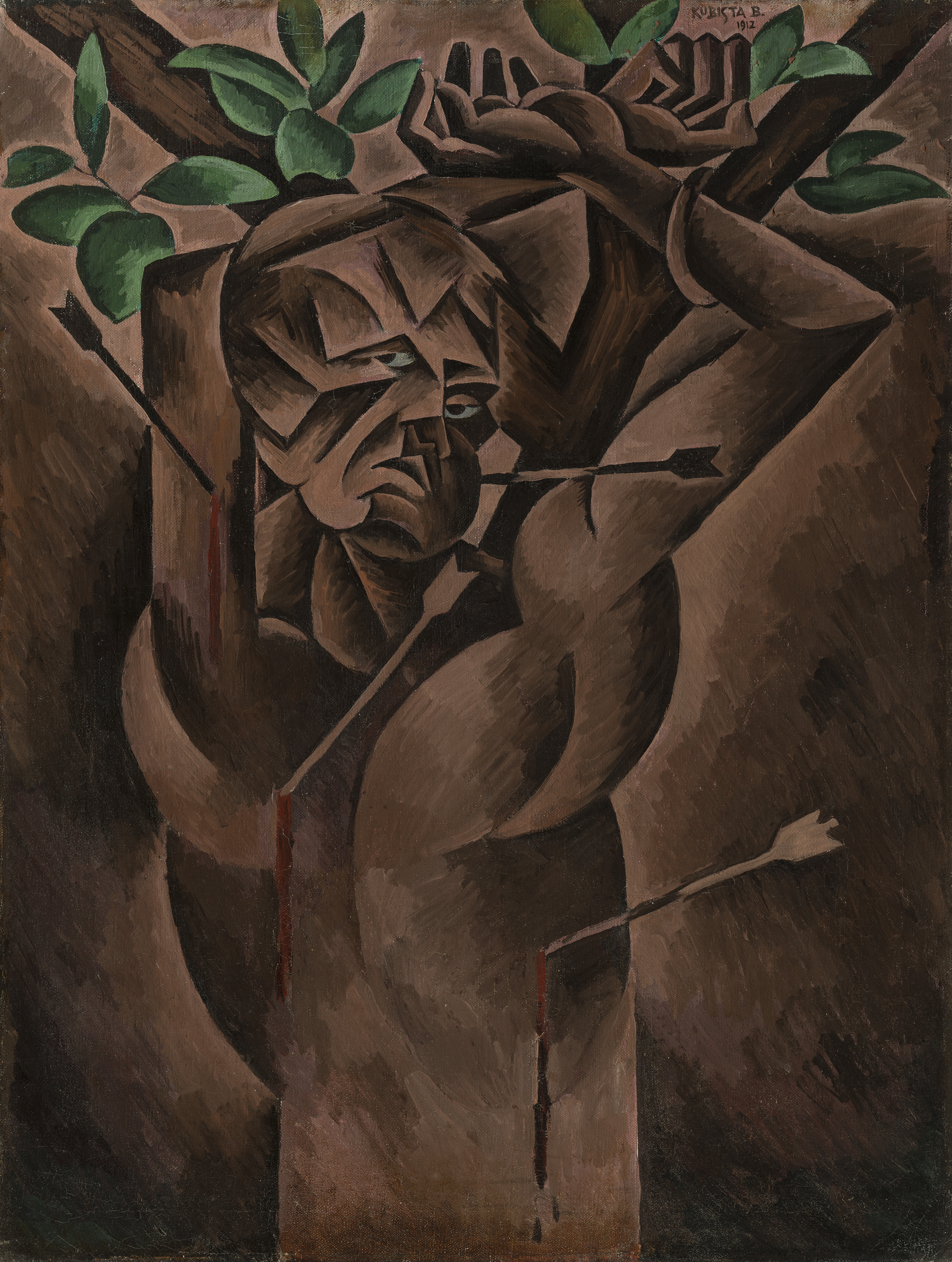
Saint Sébastien, 1912
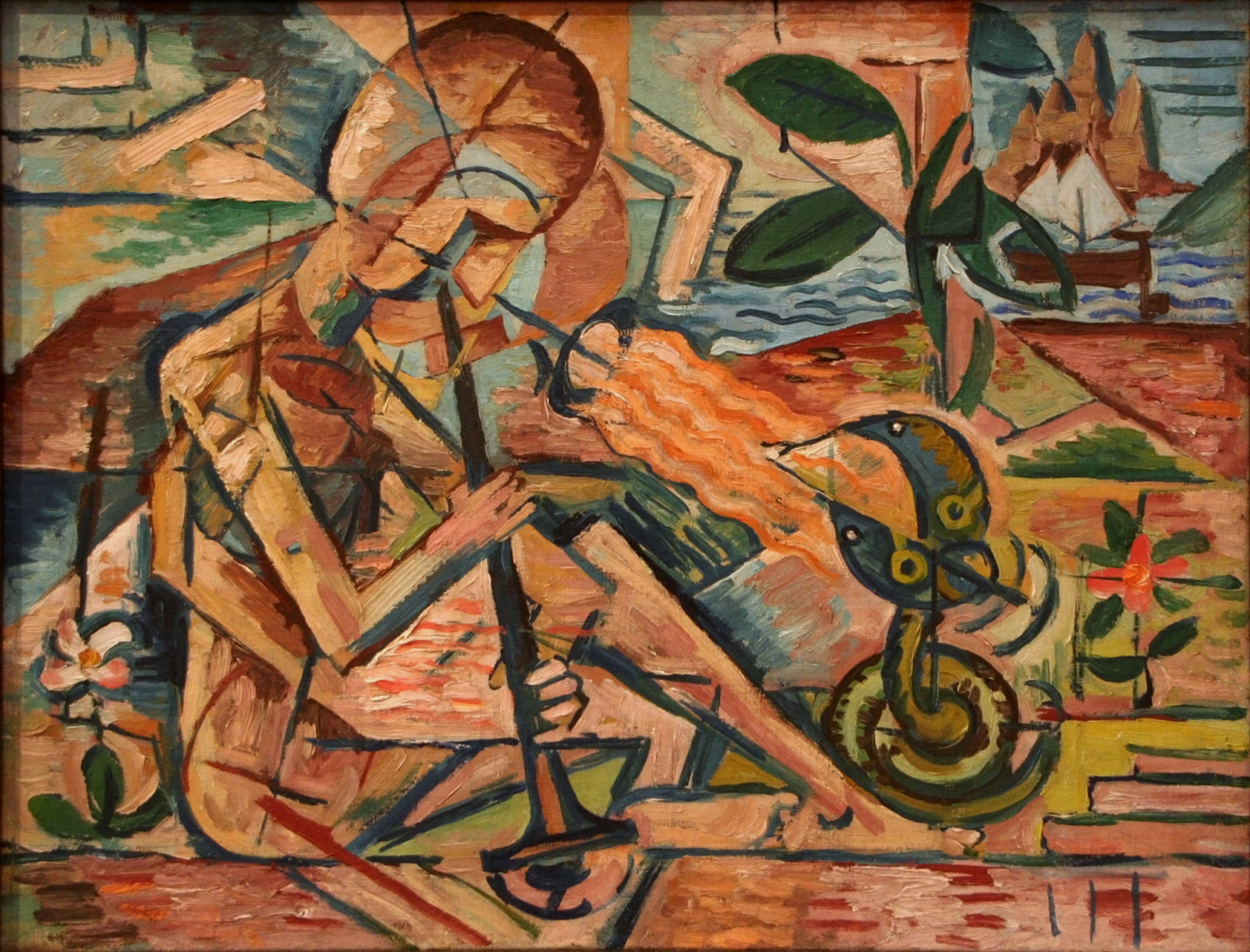
Charmeur de serpents, 1915